# SIAI S.13
Il SIAI S.13 fu un idrocaccia-ricognitore biplano sviluppato dall'azienda italiana Società Idrovolanti Alta Italia (SIAI) nei tardi anni dieci del XX secolo.
Oltre che dall'azienda italiana, dopo che l'ingegner Conflenti decise di trasferirsi alla Chantiers Aéro-Maritimes de la Seine venne prodotto su licenza e commercializzato come CAMS C.13, inoltre venne prodotto su licenza anche in Spagna.
Principalmente utilizzato nella componente aerea della Regia Marina, la marina militare del Regno d'Italia, dopo il termine della prima guerra mondiale partecipò con una versione monoposto convertita ad uso agonistico alla contestata terza edizione della Coppa Schneider del 1919, con il pilota siciliano Guido Iannello ai comandi, vincendola pur senza omologazione (fu contestato a Iannello un passaggio intorno ad uno dei piloni del circuito, nonostante tale infrazione non potesse essere verificata per via di una forte nebbia).
Nel gennaio 1920 la 307ª Squadriglia di Sesto Calende effettua un raid in Grecia.

## Versioni
S.13
versione originale militare, idrocaccia/ricognitore biposto.
S.13bis
versione civile.
S.13 S
versione da competizione, monoposto con velatura modificata a due coppie invece che quattro di montanti interalari per lato.

## Utilizzatori

### Civili
(parziale)
 Svizzera
- Ad Astra Aero

### Militari
Italia
- Regia Marina

 Svezia
- Marinens Flygväsende